# Восточный (городской округ город Тула)
Восточный — поселок, входящий в городской округ город Тула Тульской области в составе Зареченского территориального округа.

## География
Находится в центральной части Тульской области на расстоянии приблизительно 13 км на север по прямой от Московского вокзала города Тула.

## История
Поселок построен для работников карьера «Восточный», где идет добыча известнякового щебня. До 2014 года входил в состав Рождественского сельского поселения Ленинского района до их упразднения.

## Население
Постоянное население составляло 37 человек (русские 100 %) в 2002 году, 45 в 2010.